# Dimerocostus strobilaceus
Dimerocostus strobilaceus är en enhjärtbladig växtart som beskrevs av Carl Ernst Otto Kuntze. Dimerocostus strobilaceus ingår i släktet Dimerocostus och familjen Costaceae.

## Underarter
Arten delas in i följande underarter:
- D. s. appendiculatus
- D. s. gutierrezii
- D. s. strobilaceus